# 王治国 (1923年)
王治国（1923年7月20日—2014年2月19日），男，山西省五台县人，中华人民共和国官员。

## 生平
1940年3月加入中国共产党。中华人民共和国成立后作为南下干部，1950年任衡山法院院长。1951年赴湘潭，历任中共湘潭县委委员、城关区区长；湘阴县委书记；湘潭地委常委、代理书记、第一书记、专区专员；湖南省委农村部副部长、省人民政府农水林办办公室副主任、省人民政府副秘书长等职。
文革初期曾受批斗。1969年恢复工作后主要负责农村工作，后任省委委员、常委、书记（时设第一书记），副省长等职。1983年后任中共湖南省顾问委员会副主任（1990年起主持顾委工作）
。2014年去世。